# Hr.Ms. Havik (1943)
Hr.Ms. Havik (MTB 236) ook bekend als Hr.Ms. MTB 236 was een Nederlandse motortorpedoboot. Het schip werd samen met de Gier, Kemphaan en Stormvogel voor 115.000 Britse ponden overgenomen van de Britse marine. De Havik was in Britse dienst bekend als HMS MTB 236 van het 9de MTB-flottielje. Met de aankoop van de vier schepen werd het totale aantal MTB's uitgebreid naar acht en had de Nederlandse marine de beschikking over haar eigen MT.-flottielje. Tijdens de Tweede Wereldoorlog voerde de Havik patrouilles uit op het Kanaal.
De uit dienst stelling van de Havik op 16 december 1944 was een gevolg van het overplaatsen van manschappen van de motortorpedobootdienst naar de havendetachementen in bevrijd Nederland. Ruim een jaar later, in februari 1946, werd het schip verkocht.